# Eclipse lunar de octubre de 2013
| Eclipse penumbral de luna 18 de octubre de 2013                            | Eclipse penumbral de luna 18 de octubre de 2013 |
| -------------------------------------------------------------------------- | ----------------------------------------------- |
| Previo                                                                     | Eclipse \| Eclipse total \| Saros               |
| Posterior                                                                  | Eclipse \| Eclipse total \| Saros               |
| Eclipse desde Washington D. C., 23:53 UTC                                  |                                                 |
| La Luna pasando de derecha a izquierda a través de la sombra de la Tierra. |                                                 |
| Saros                                                                      | 117 (52 de 71)                                  |
| Duración (h:min:s)                                                         |                                                 |
| Penumbra                                                                   | 03:59:06                                        |
| Contactos                                                                  |                                                 |
| P1                                                                         | 21:50:41 UTC                                    |
| Máximo                                                                     | 23:50:16 UTC                                    |
| P4                                                                         | 01:49:47 UTC                                    |

Un eclipse lunar penumbral ocurrió el 18 de octubre de 2013, el último de los tres eclipses lunares penumbrales de 2013.

## Visualización

### Mapa
El siguiente mapa muestra las regiones desde las cuales fue posible ver el eclipse. En gris, las zonas que no observaron el eclipse; en blanco, las que sí lo vieron; y en celeste, las regiones que pudieron ver el eclipse durante la salida o puesta de la luna.

### Perspectiva de la Luna
| Esta simulación muestra la perspectiva desde la Luna al momento máximo del eclipse. El fenómeno fue visible sobre Asia, Europa, América y África. |

- Datos: Q5817055
- Multimedia: Lunar eclipse of 2013 October 18 / Q5817055